# Lu Haojie
Lu Haojie est un haltérophile chinois né le 3 août 1990.
En 2012, il devient vice-champion olympique aux Jeux de Londres dans la catégorie des moins de 77 kg, avec 360 kg (170 kg à l'arraché, 190 kg à l'épaulé-jeté).

## Palmarès

### Jeux olympiques
- Jeux olympiques d'été de 2012 à Londres
  -  Médaille d'argent en moins de 77 kg.